# Jeffrey S. Buchanan

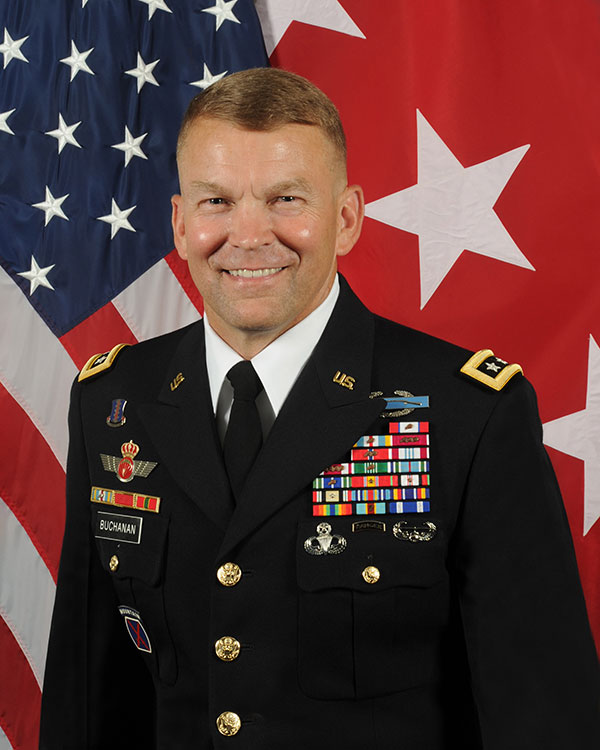
Jeffrey S. Buchanan (2017)

Jeffrey S. Buchanan ist ein pensionierter Generalleutnant der United States Army. Er war unter anderem Kommandeur der 5. Armee.
Über das ROTC-Programm der University of Arizona gelangte Jeffrey Buchanan im Jahr 1982 in das Offizierskorps des US-Heeres. Dort wurde er als Leutnant der Infanterie zugeteilt. In der Armee durchlief er anschließend alle Offiziersränge vom Leutnant bis zum Drei-Sterne-General.
Im Lauf seiner militärischen Karriere absolvierte Buchanan verschiedene Kurse und Schulungen. Dazu gehörten unter anderem der Infantry Officer Basic Course, der Infantry Officer Advanced Course (1986) sowie das Command and General Staff College (1994–1995). Zwischen Mai 1990 und Mai 1991 belegte er zudem einen Kurs im Eisenhower Program der United States Military Academy in West Point. Zwischen Oktober 2002 und Juni 2003 studierte er auch an einer Schule (Geneva Centre for Security Policy) in Bern in der Schweiz.
In seinen jüngeren Jahren absolvierte er den für Offiziere in den niederen Rangstufen üblichen Dienst in verschiedenen Einheiten und Standorten in den Vereinigten Staaten. Dazu gehörten auch Aufgaben als Stabsoffizier in verschiedenen Hauptquartieren. Er war sowohl im Irakkrieg als auch im Krieg in Afghanistan eingesetzt. Zu den Einheiten, in denen Buchanan Dienst tat, gehörten unter anderem die 82. Luftlandedivision, die 25. Infanteriedivision und die 10. Gebirgsdivision.
Nach seinem Kurs an der Militärakademie in West Point war er zwischen 1991 und 1994 als taktischer Offizier an dieser Akademie tätig. Es folgte sein Studium am Command and General Staff College. Daran schloss sich eine Versetzung zu einem Bataillon der 101. Luftlandedivision an, in dessen Stab er zwischen 1995 und 1997 diente. Anschließend war er zwischen Juni 1997 und Mai 1999 Stabsoffizier in der Abteilung für Operationen (J3) beim United States Indo-Pacific Command in Hawaii.
Es folgte eine weitere Versetzung zur 101. Luftlandedivision, wo er in den Jahren 1999 bis 2001 Kommandeur eines der Division unterstellten Bataillons war. Danach war er zwischen Juni 2001 und August 2002 Ausbilder am National Training Center. Nach seinem erwähnten Studienaufenthalt in der Schweiz war Buchanan bis 2004 Stabsoffizier bei der United States Army Infantry School in Fort Benning in Georgia. Dabei war er zwischenzeitlich auch im Irak als Ausbilder tätig. Von 2004 bis 2006 kommandierte er eine im Irak eingesetzte Brigade.
In den Jahren 2006 und 2007 war Jeffrey Buchanan Leiter der Stabsabteilung für Operationen (G3) bei der 5. Armee in Fort Sam Houston in Texas. Anschließend war er zwischen November 2007 und Juni 2008 stellvertretender Kommandeur der 10. Gebirgsdivision. Danach übernahm er bis August 2009 die Leitung der Stabsabteilung G3 für Operationen bei dieser Division, mit der er zwischenzeitlich erneut in den Irak versetzt wurde. Nach einer kurzen Versetzung zum Stab des United States Army Reserve Commands wurde Buchanan zwischen Juli und Dezember 2011 als Leiter der Stabsabteilung J5 der Truppen im Irak (United States Forces Iraq) erneut in den Nahen Osten versetzt. Nach einer zwischenzeitlichen Versetzung nach Fort Huachuca in Arizona zum Stab des United States Army Intelligence Center of Excellence wurde Jeffey Buchanan im April 2012 stellvertretender Kommandeur des I. Korps in Fort Lewis im Bundesstaat Washington. Dieses Amt hatte er bis 2013 inne.
In den Jahren 2013 bis 2015 kommandierte Buchanan den Militärbezirk um die Bundeshauptstadt Washington, D.C. Es folgte eine Versetzung nach Afghanistan, wo er bis 2016 Leiter der Stabsabteilung für Operationen der dortigen amerikanischen Streitkräfte war. Anschließend wurde er als Nachfolger von Perry L. Wiggins neuer Kommandeur der 5. Armee. Dieses Amt bekleidete er bis 2019. Nachdem er sein Kommando an Laura J. Richardson übergeben hatte, ging Jeffrey Buchanan in den Ruhestand.

## Beförderungen
- Leutnant: 17. Mai 1982
- Oberleutnant: 26. November 1983
- Hauptmann: 1. Februar 1986
- Major: 2. September 1993
- Oberstleutnant: 1. Mai 1998
- Oberst: 1. März 2004
- Brigadegeneral: 2. Oktober 2008
- Generalmajor: 3. August 2011
- Generalleutnant: 18. August 2016

## Orden und Auszeichnungen
Jeffrey Buchanan erhielt im Lauf seiner militärischen Laufbahn unter anderem folgende Auszeichnungen:
- Army Distinguished Service Medal
- Defense Superior Service Medal
- Legion of Merit
- Bronze Star Medal
- Defense Meritorious Service Medal
- Meritorious Service Medal
- Army Commendation Medal
- Army Achievement Medal
- Joint Service Achievement Medal
- National Defense Service Medal
- Afghanistan Campaign Medal
- Iraq Campaign Medal
- Global War on Terrorism Expeditionary Medal
- Global War on Terrorism Service Medal
- Army Service Ribbon
- NATO-Medaille